# 일렉트릭 호스맨
《일렉트릭 호스맨》(영어: The Electric Horseman)은 미국에서 제작된 시드니 폴랙 감독의 1979년 서부 코미디 드라마 영화이다. 로버트 레드퍼드, 제인 폰다 등이 출연하였고, 레이 스타크 등이 제작에 참여하였다.

## 줄거리
왕년의 로데오 스타가 학대를 당해 온 경마용 말을 구조하기 위해 이를 훔쳐 달아나고, 이 사연을 보도하기 위해 기자가 따라붙으면서 둘 사이에 사랑이 싹튼다.

## 출연진
- 로버트 레드퍼드
- 제인 폰다
- 밸러리 퍼라인
- 윌리 넬슨
- 존 색슨
- 니컬러스 코스터
- 앨런 아버스
- 윌퍼드 브림리
- 윌 헤어
- 배질 호프먼
- 티머시 스콧
- 제임스 B. 시킹
- 제임스 클라인
- 프랭크 스파이서
- 퀸 레더커
- 루이스 해밀턴
- 시드니 폴랙

## 기타 제작진
- 협력 제작: 로널드 L. 슈워리
- 배역: 제니퍼 셜
- 미술: 스티븐 그라임스
- 세트: 메리 스완슨
- 의상: 버니 폴랙